# Amstel Gold Race 1973
De Amstel Gold Race 1973 was 238 km lang en ging van Heerlen naar Meerssen. Op het parcours waren er 20 hellingen. Aan de start stonden 165 renners.

## Verloop
In de finale is er een groep van 16 renners weggereden uit het peloton. In de beklimming van de 2e maal Sibbergrubbe ontsnapt Hennie Kuiper, Joop Zoetemelk rijdt weg uit de groep op de 2e beklimming van de Keutenberg en rijdt naar Hennie Kuiper toe. Op de 2e beklimming van de Fromberg ontsnapt Eddy Merckx uit de groep favorieten en komt bij Hennie Kuiper en Joop Zoetemelk om deze bij de 3e beklimming van de Sibbergrubbe achter zich te laten. Hij fietst solo naar de finish.

## Hellingen
De 20 hellingen gerangschikt op voorkomen op het parcours.

| 1. Hussenberg 2. Raarberg 3. Cauberg 4. Sibbergrubbe 5. Keutenberg 6. Fromberg 7. Mingersberg 8. Gulperberg 9. Koning van Spanje 10. Heyenrath | 11. Kruisberg 12. Mingersberg (2e maal) 13. Gulperberg (2e maal) 14. Koning van Spanje (2e maal) 15. Heyenrath (2e maal) 16. Sibbergrubbe (2e maal) 17. Keutenberg (2e maal) 18. Fromberg (2e maal) 19. Sibbergrubbe (3e maal) 20. Cauberg (2e maal) |

## Uitslag
| rang | renner                 | land      | tijd       |
| ---- | ---------------------- | --------- | ---------- |
| 1    | Eddy Merckx            | België    | 6u 38' 16" |
| 2    | Frans Verbeeck         | België    | op 3' 13"  |
| 3    | Herman Vanspringel     | België    | op 3' 15"  |
| 4    | Joop Zoetemelk         | Nederland | op 3' 49"  |
| 5    | Hennie Kuiper          | Nederland | op 4' 15"  |
| 6    | Albert Van Vlierberghe | België    | op 5' 35"  |
| 7    | Ronny De Witte         | België    | op 5' 40"  |
| 8    | Freddy Maertens        | België    | op 5' 59"  |
| 9    | Walter Godefroot       | België    | op 8' 05"  |
| 10   | Santiago Lazcano       | Spanje    | op 8' 10"  |

1966 · 1967 · 1968 · 1969 · 1970 · 1971 · 1972 · 1973 · 1974 · 1975 · 1976 · 1977 · 1978 · 1979 · 1980 · 1981 · 1982 · 1983 · 1984 · 1985 · 1986 · 1987 · 1988 · 1989 · 1990 · 1991 · 1992 · 1993 · 1994 · 1995 · 1996 · 1997 · 1998 · 1999 · 2000 · 2001 · 2002 · 2003 · 2004 · 2005 · 2006 · 2007 · 2008 · 2009 · 2010 · 2011 · 2012 · 2013 · 2014 · 2015 · 2016 · 2017 · 2018 · 2019 · 2020 · 2021 · 2022 · 2023 · 2024 · 2025

Lijst van beklimmingen